# 大津市立仰木小学校
大津市立仰木小学校（おおつしりつ おおぎしょうがっこう）は、滋賀県大津市仰木四丁目にある公立小学校。

## 沿革
明治6年　第58小学校、新盛学校として創立
昭和42年　大津市立仰木小学校に改称
平成2年　仰木の里小学校開校により分離

## 通学区域
- 仰木一丁目、仰木二丁目、仰木三丁目、仰木四丁目、仰木五丁目、仰木六丁目、仰木七丁目、仰木町[1]。

※卒業後は基本的に大津市立仰木中学校に進学する。